# Stadionul Constant Vanden Stock
Constant Vanden Stock Stadium (franceză Stade Constant Vanden Stock, neerlandeză Constant Vanden Stockstadion pronunție în neerlandeză [kɔ̃ˈstɑ̃ː vɑndɛn ˈstɔk ˌstaːdijɔn]) este un stadion de fotbal din Anderlecht, Bruxelles, sediul clubului de fotbal RSC Anderlecht. A găzduit semifinala UEFA Euro 1972 dintre Ungaria și URSS, precum și meciurile Belgiei.